# Tétraparésie
La tétraparésie (ou quadriparésie) est une atteinte des quatre membres par une diminution des possibilités de contraction des muscles. Elle est due à des perturbations neurologiques survenant au niveau de la moelle épinière, de localisation cervicale.
On distingue différentes tétraparésies, la quadriparésie aiguë et la quadriparésie chronique ou subaiguë.
L'examen médical consiste en :
- un scanner du cerveau est nécessaire en présence d'un coma (évalué par l'échelle de Glasgow) ;
- une IRM de la région cervicale de la moelle épinière ;
- un électromyogramme permet l'évaluation de la quadriparésie chronique.